# Зинченко, Олег Владимирович
Олег Владимирович Зинченко — советский военный, государственный и политический деятель, генерал-лейтенант.

## Биография
Родился в 1935 году в Ставрополе. Член КПСС с года.
С 1950 года — на военной службе, общественной и политической работе. В 1950—1991 гг. — выпускник Ставропольского суворовского военного училища, Ленинградского пехотного училища, секретарь комитета ВЛКСМ полка, на комсомольской работе в Советской Армии, помощник начальника Главного политического управления Советской Армии и Военно-Морского Флота по комсомольской работе, начальник политотдела армейского корпуса в ряде военных округов, член военного совета — начальник политотдела общевойсковой армии в Киевском военном округе, первый заместитель начальника политуправления Северо-Кавказского военного округа, член военного совета — начальник политуправления Уральского военного округа, советник начальника главного политуправления вооруженных сил Демократической Республики Афганистан, начальник политического управления Прибалтийского военного округа.
Избирался депутатом Верховного Совета РСФСР 11-го созыва.
Умер в Москве в 2007 году.